# Баніюль-дель-Аспр
Банію́ль-дель-Аспр (фр. Banyuls-dels-Aspres) — муніципалітет у Франції, у регіоні Окситанія, департамент Східні Піренеї. Населення — 1310 осіб (01.01.2021).
Муніципалітет розташований на відстані близько 700 км на південь від Парижа, 145 км на південний захід від Монпельє, 15 км на південь від Перпіньяна.

## Історія
До 2015 року муніципалітет перебував у складі регіону Лангедок-Русійон. Від 1 січня 2016 року належить до нового об'єднаного регіону Окситанія.

## Демографія
Динаміка населення (Insee · , Ehess ):
Розподіл населення за віком та статтю (2006):
| Стать | Всього | До 15 років | 15-24 | 25-44 | 45-64 | 65-85 | Понад 85 |
| --- | ------ | ----------- | ----- | ----- | ----- | ----- | -------- |
| Чоловіки | 576    | 147         | 46    | 144   | 141   | 86    | 12       |
| Жінки | 542    | 65          | 66    | 154   | 152   | 97    | 8        |
| \| Статево-вікова піраміда \| Статево-вікова піраміда \| Статево-вікова піраміда \| \| ----------------------- \| ----------------------- \| ----------------------- \| \| Чоловіки \| Вік \| Жінки \| \| 12 \| 85 + \| 8 \| \| 16 \| 80-84 \| 31 \| \| 8 \| 75-79 \| 16 \| \| 27 \| 70-74 \| 27 \| \| 35 \| 65-69 \| 23 \| \| 16 \| 60-64 \| 31 \| \| 43 \| 55-59 \| 58 \| \| 43 \| 50-54 \| 16 \| \| 39 \| 45-49 \| 47 \| \| 47 \| 40-44 \| 58 \| \| 50 \| 35-39 \| 54 \| \| 16 \| 30-34 \| 19 \| \| 31 \| 25-29 \| 23 \| \| 23 \| 20-24 \| 47 \| \| 23 \| 15-20 \| 19 \| \| 62 \| 10-14 \| 19 \| \| 58 \| 5-9 \| 27 \| \| 27 \| 0-4 \| 19 \| |        |             |       |       |       |       |          |
| Статево-вікова піраміда |        |             |       |       |       |       |          |
| Чоловіки | Вік    | Жінки       |       |       |       |       |          |
| 12 | 85 +   | 8           |       |       |       |       |          |
| 16 | 80-84  | 31          |       |       |       |       |          |
| 8 | 75-79  | 16          |       |       |       |       |          |
| 27 | 70-74  | 27          |       |       |       |       |          |
| 35 | 65-69  | 23          |       |       |       |       |          |
| 16 | 60-64  | 31          |       |       |       |       |          |
| 43 | 55-59  | 58          |       |       |       |       |          |
| 43 | 50-54  | 16          |       |       |       |       |          |
| 39 | 45-49  | 47          |       |       |       |       |          |
| 47 | 40-44  | 58          |       |       |       |       |          |
| 50 | 35-39  | 54          |       |       |       |       |          |
| 16 | 30-34  | 19          |       |       |       |       |          |
| 31 | 25-29  | 23          |       |       |       |       |          |
| 23 | 20-24  | 47          |       |       |       |       |          |
| 23 | 15-20  | 19          |       |       |       |       |          |
| 62 | 10-14  | 19          |       |       |       |       |          |
| 58 | 5-9    | 27          |       |       |       |       |          |
| 27 | 0-4    | 19          |       |       |       |       |          |

## Економіка
2010 року серед 782 осіб працездатного віку (15—64 років) 537 були активними, 245 — неактивними (показник активності 68,7%, у 1999 році було 65,1%). З 537 активних мешканців працювало 460 осіб (256 чоловіків та 204 жінки), безробітними було 77 (28 чоловіків та 49 жінок). Серед 245 неактивних 68 осіб було учнями чи студентами, 84 — пенсіонерами, 93 були неактивними з інших причин.

У 2010 році в муніципалітеті числилось 509 оподаткованих домогосподарств, у яких проживали 1242,5 особи, медіана доходів виносила 16 323 євро на одного особоспоживача

## Уродженці
- Анрі Ей – французький психіатр.